# Santos Doze Apóstolos (título cardinalício)
O Título cardinalício de Santos Doze Apóstolos (em latim, XII Apostolorum) foi instituido pelo Papa Evaristo em 112, originalmente com o nome de Santos Filipe e Tiago, sendo o título confirmado até o Papa Pelágio I, em 555. Em 560, o Papa João III confirma o título, mas muda seu nome, para XII Apóstolos, quando consagrou a Igreja dos Doze Apóstolos.

## Titulares
- Epifanio (494-?)
- Agapito (ou Rustico) (530?-535)
- Andromaco (590-?)
- Marino (731-?)
- Giovanni (964-993)
- Giovanni (993-?)
- Bernardo (ca. 1067-1073)
- Giovanni (ca. 1073-1099)
- Gregorio Gaetani (1099-ca. 1112)
- Ugo Visconti (ca. 1112-1121)
- Gregorio Conti (1122-ca. 1140)
- Alberto (do Monte Sacrado) (1152-ca. 1156)
- Ildebrando Grassi, Can.Reg. (1157-1178)
- Ildeberto (1179-ca. 1182)
- Pandolfo Masca (1182-1201)
- Stefano de Ceccano, O.Cist. (1213-1227)
- Guillaume de Talliante, O.S.B. (1244-1250)
- Annibale d'Annibaldeschi de Molaria (ou Annibaldo, ou Annibaldi della Molara) O.P. (1262-1272)
- Gerardo Bianchi , O.Cist. (1278-1281)
- Imbert Dupuis (ou Hubert) (1327-1348)
- Pectin de Montesquieu (ou Montesquiou) (1350-1355)
- Pierre de la Foret (ou Forest, ou Laforest), O.S.B. (1356-1361)
- Bernard du Bosquet (1368-1371)
- Roberto de Genebra (1371-1378)
- Jan Očko z Vlaŝimi (1378-1380)
- Fernando Pérez Calvillo (1397-1404), pseudocardeal de Antipapa Bento XIII
- Pietro Filargo di Candia (ou Filarete, ou Filargos), O.F.M.Conv. (1405-1409)
- Louis de Bar (1409-1412), pseudocardeal de Antipapa Bento XIII
- Niccolò Tedeschi, O.S.B. (1440-1445), pseudocardeal de Antipapa Félix V
- Johannes Bessarion (1440-1449); in commendam (1449-1471)
- Pietro Riario, O.F.M.Conv., in commendam (1471-1474)
- Giuliano della Rovere, in commendam (1474-1503) Eleito Papa Júlio II
- Clemente Grosso della Rovere, O.F.M. Conv. (1503-1504)
- Leonardo Grosso della Rovere (1505-1508)
- Francesco Soderini (1508-1511)
- Sede vacante (1511-1517)
- Pompeo Colonna (ou Pompeio) (1517-1524)
- Sede vacante (1524-1532)
- Alfonso Manrique de Lara y Solís (1532-1538)
- Pedro Sarmiento (1538-1541)
- Miguel da Silva (1542-1543)
- Durante de Duranti (1545-1558)
- Markus Sitticus von Hohenems (ou Altemps) (1561-1565)
- Marco Antônio Colonna (1565-1580)
- Sede Vacante (1580-1585)
- Rodrigo de Castro Osorio (1585-1600)
- François d'Escoubleau de Sourdis (1600-1606)
- Domenico Ginnasi (1606-1624)
- Desiderio Scaglia, O.P. (1626-1627)
- Sede Vacante (1627-1634)
- Francesco Maria Brancaccio (1634-1663)
- Paluzzo Paluzzi Altieri degli Albertoni (1666-1681)
- Francesco Lorenzo Brancati de Lauria, O.F.M. Conv. (1681-1693)
- Vacante (1693-1698)
- Giorgio Cornaro (1698-1722)
- Benedetto Erba-Odescalchi (1725-1740)
- Domenico Riviera (ou Rivera) (1741-1752)
- Henrique Benedito Stuart (1752-1759); in commendam (1759-1762)
- Lorenzo Ganganelli, O.F.M. Conv. (1762-1769) Eleito Papa Clemente XIV
- Francisco de Solís Folch de Cardona (1769-1775)
- Giovanni Archinto (1776-1795)
- Francisco Antonio de Lorenzana y Butrón (1797-1804)
- Dionisio Bardaxí y Azara (1816-1822)
- Carlo Odescalchi (1823-1833)
- Francesco Serra Casano (1833-1850)
- Anton Orioli, O.F.M.Conv. (1850-1852)
- Giusto Recanati, O.F.M.Cap. (1853-1861)
- Antonio Maria Panebianco, O.F.M. Conv. (1861-1885)
- José Sebastião de Almeida Neto, O.F.M. (1886-1920)
- Pietro La Fontaine (1921-1935)
- Ignatius Gabriel I Tappouni (1935-1965)
- Francesco Roberti (1967-1977)
- Agostino Casaroli (1979-1985); in commendam (1985-1998)
- Giovanni Battista Re (2001-2002)
- Angelo Scola (2003- atual)